# درک همفری
دِرِک هَمفری (به انگلیسی: Derek Humphry) (زاده ۲۹ آوریل ۱۹۳۰)، نویسنده و روزنامه‌نگار آمریکایی است که در سال ۱۹۸۰ هملاک سوسایتی را بنیان‌گذاری نمود. وی همچنین مدیر سابق فدراسیون جهانی حق مردن نیز بود که هر دو این سازمان‌ها در زمینه اوتانازی داوطلبانه فعالیت دارند.
وی کتاب‌هایی همچون راه جین (زندگی‌نامه همسرش) و خروج نهایی (آموزش روش‌های خودکشی) را به رشته تحریر درآورده است. همفری مدیر سازمان‌های خروج نهایی و نیز سازمان تحقیق و برنامه‌ریزی برای اوتانازی می‌باشد.
وی در جانکشن سیتی، اورگن زندگی می‌کند.